# الأكاديمية الدولية للعلوم والتكنولوجيا الرياضية
الأكاديمية الدولية للعلوم والتكنولوجيا الرياضية هي مؤسسة غير ربحية مقرها في لوزان، سويسرا، العاصمة الأولمبية. كل عام تقدم آيستس أكثر من 900 ساعة من التعليم المستمر وورش العمل والحلقات الدراسية والمشاريع لصناعة الرياضة. وتلتزم بإضفاء الطابع المهني على إدارة الرياضة من خلال التعليم المستمر والبحوث التطبيقية ومنصة جذابة لشبكة الصناعة، وهي في المرتبة الأولى في برنامج إدارة الرياضة في العالم (2015/16).

## حول الأكاديمية الدولية للعلوم والتكنولوجيا الرياضية
تركز الأكاديمية الدولية للعلوم الرياضية والتكنولوجيا على إدارة الرياضة في جميع أنحاء العالم من خلال تقديم برامج إدارة الرياضة من خلال برامج الدراسات العليا في الإدارة الرياضية، والتعليم المهني المستمر، والبحوث التطبيقية في مجال الرياضة.
مهمة الأكاديمية الدولية للعلوم والتكنولوجيا الرياضية هي تطبيق المعرفة على دراسة الرياضة، ودمج التخصصات في الإدارة، والاقتصاد، والتكنولوجيا، والطب، والبيولوجيا، والقانون، والخدمات اللوجستية، وعلم الاجتماع، والأخلاق. وتدعم الابتكار الرياضي ونقل التكنولوجيا وتطوير الأعمال.
و ترتكز أنشطة الأكاديمية على ثلاث ركائز:
- الدراسات العليا
- التعليم المستمر
- البحث

الخدمة الرئيسية التي تقدمها الأكاديمية هي ماجستير الدراسات المتقدمة في إدارة الرياضة والتكنولوجيا (ماس)؛ 15 شهرا الماجستير في برنامج تدريب المديرين التنفيذيين الرياضة.
وبالإضافة إلى ذلك، يتم تنظيم حلقات دراسية للتعليم المستمر لإدارة الرياضة في جميع أنحاء العالم تحت قيادة الأكاديمية بما في ذلك «حلقة دراسية عن إدارة وتنظيم الأحداث الرياضية» (SEMOS)، و «الرياضة المستدامة والفعاليات الوحدة المفتوحة» (SSE). بالإضافة إلى ذلك، تقدم آيستس مؤتمرات لإدارة المخاطر حول مواضيع مختلفة بما في ذلك المخاطر الأمنية في الأحداث الرياضية والارتجاج الرياضي لهيئات إدارة الرياضة الدولية.
تأسست الأكاديمية الدولية للعلوم والتكنولوجيا الرياضية كأساس (المادة 80ss، القانون السويسري)، والتي تشكل شبكة من الأعضاء المؤسسين التالية:
- اللجنة الأولمبية الدولية
- المعهد الدولي للتنمية الإدارية
- المعهد الاتحادي السويسري للتكنولوجيا في لوزان (EPFL)
- جامعة لوزان
- جامعة جنيف
- مدرسة لوزان (EHL)
- كانتون فود

## تاريخها
تأسست الأكاديمية الدولية للعلوم والتكنولوجيا الرياضية في عام 2000 من قبل اللجنة الأولمبية الدولية (IOC)، والمعهد الاتحادي السويسري للتكنولوجيا في لوزان (EPFL)، والمعهد الدولي للتنمية الإدارية، وجامعة لوزان، وجامعة جنيف، والمدرسة السويسرية للدراسات العليا للإدارة العامة (IDHEAP)، ومدرسة لوزان (EHL)، ومدينة لوزان وكانتون فو.

## برامج الإدارة الرياضية
و لديها دعم من اللجنة الأولمبية الدولية لإدارة الرياضة في جميع أنحاء العالم، ولها صلات قوية مع الحركة الأولمبية في جميع أنحاء العالم.

### إدارة الرياضة البحوث التطبيقية
يقدم آيستس المعرفة من العلوم الإنسانية وعلوم الحياة وعلوم الهندسة. تعمل آيستس كمستشار ومدير للمنظمات الرياضية وغير الرياضية مثل اللجنة الأولمبية الدولية والاتحادات الرياضية الدولية (التزلج والكرة الطائرة وكرة السلة وغيرها) والاتحادات الرياضية الوطنية.

### برامج تعليمية في مجال الإدارة الرياضية
تقدم آيستس برامج الدراسات العليا في الإدارة الرياضية من قبل ماجستير الدراسات المتقدمة في إدارة الرياضة والتكنولوجيا (ماس)
* ماجستير الدراسات المتقدمة في إدارة الرياضة والتكنولوجيا (ماس) وآيستس ماس (ماجستير الدراسات المتقدمة) في إدارة الرياضة والتكنولوجيا هو برنامج الدراسات العليا في إدارة الرياضة. يتم تقديم التدريب في إدارة الرياضة والاقتصاد، والتكنولوجيا، والقانون، وعلم الاجتماع، والطب الرياضي. شهادة ماجستير متعددة التخصصات اشترك في التوقيع عليها المعهد الاتحادي السويسري للتكنولوجيا في لوزان وجامعة جنيف وجامعة لوزان. كل عام، فإنه يجذب طلاب الدراسات العليا والمهنيين من جميع القارات (85٪ من الطلاب ليسوا سويسريين). MAS - ماجستير الدراسات المتقدمة في إدارة الرياضة والتكنولوجيا

### ندوات برنامج الإدارة الرياضية
* SSE (الرياضة المستدامة والحدث وحدة مفتوحة) على مدى يومين، والرياضة المستدامة والأحداث وحدة التعلم يوفر فهم التحديات والفرص الحالية للاستدامة في الرياضة. وسيتم تعزيز هذا الفهم من خلال عدد من دراسات الحالة، التي تقدم أمثلة ملموسة على ما تحققه المنظمات الرياضية الرائدة، مثل الفيفا واللجنة الأولمبية الدولية والاتحاد الدولي للسيارات في هذا المجال. كما سيحصل المشاركون على نظرة ثاقبة على أفضل الممارسات التي اعتمدتها البطولات الكبرى الأمريكية مثل اتحاد كرة القدم الأميركي والدوري الأميركي للمحترفين وMLB. وعلى مدار اليومين، سوف تتحدى الأعمال الجماعية والمناقشات الأفكار القائمة حول الاستدامة في مجال الرياضة، مع التركيز بشكل خاص على حالة العمل من أجل الاستدامة مع التصدي في الوقت نفسه لمطالب أصحاب المصلحة المتعددين.
* SEMOS (الرياضة إدارة الحدث وندوة التنظيم) وحدة سيموس آيستس تقدم لمحة عامة عن المهام الرئيسية التي تحتاج إلى التخطيط بنجاح، والتواصل والعمل عند تنظيم الأحداث الرياضية، وتوفير عرض 360 درجة وراء الكواليس نظرة على الميكانيكا من الأحداث الرياضية. يجمع بين قادة الاتحادات الرياضية الدولية وغيرهم من الخبراء في شبكة آيستس، بما في ذلك اللجنة الأولمبية الدولية ومنظمي الأحداث الرياضية، آيستس "SEMOS" وثيق الصلة وعملية على حد سواء.

## روابط خارجية
- Official website
- Master of Advanced Studies in Sport Administration & Technology (MAS)